# Willie Banks

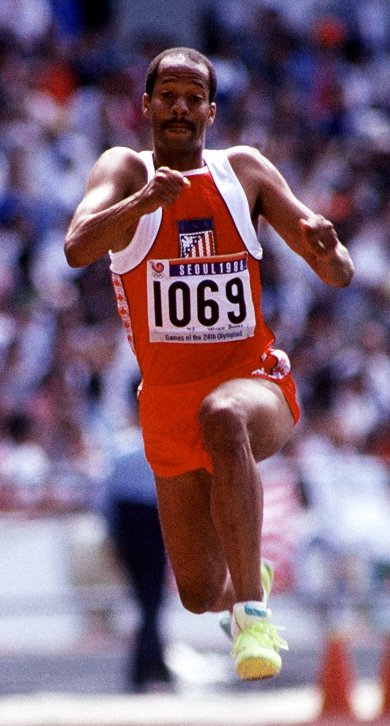
Willie Banks bei den Olympischen Sommerspielen 1988 in Seoul

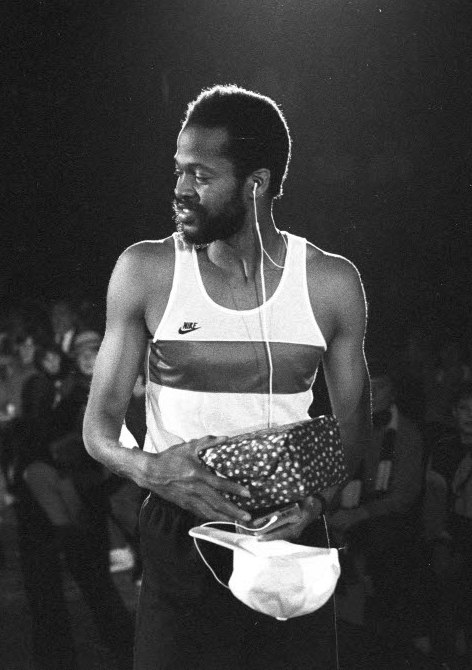
Willie Banks (1984)

William Augustus „Willie“ Banks III (* 11. März 1956 auf der Travis Air Force Base bei Fairfield, Kalifornien) ist ein ehemaliger US-amerikanischer Dreispringer.
Banks, der über die Sportarten Hürdenlauf, Hoch- und Weitsprung zum Dreisprung fand, erreichte 1976 einen dritten Platz bei den US-Meisterschaften mit einer Weite von 16,77 Metern. Bereits zwei Jahre später war er mit einer gesprungenen Weite von 17,05 Metern der fünftbeste Springer weltweit. 1979 wurde er in Mexiko-Stadt Studentenweltmeister. Zum Sieg führte ihn dabei ein Sprung über 17,20 Meter. Drei Jahre darauf verbesserte er den US-Rekord auf 17,26 Meter. 1982 gewann er die US-Vizemeisterschaft. Dazu reichten ihm 17,10 Meter.
Seinen Karrierehöhepunkt erlebte er am 16. Juni 1985 in Sacramento, als er die US-amerikanische Meisterschaft mit der Weltrekord-Weite von 17,97 m gewann, woraufhin er in den USA zum Leichtathleten des Jahres 1985 gewählt wurde. Sein Weltrekord wurde erst zehn Jahre später durch Jonathan Edwards mit 17,98 m überboten. Bis heute (2015) steht Willie Banks auf Platz sechs in der Liste der besten Dreispringer aller Zeiten.
Bei den internationalen Großereignissen waren seine Erfolge wesentlich geringer. Er gewann nie einen internationalen Titel, obwohl er 1984 (6. Platz) und 1988 an den Olympischen Spielen teilnahm, sowie an den Weltmeisterschaften 1983 und 1987; lediglich 1983 in Helsinki gewann er die Silbermedaille mit einem Sprung über 17,18 Meter. 1985 konnte er jedoch den Weltcup für sich entscheiden und war in diesem Jahr mit gesprungenen 17,97 Metern auch Weltrekordinhaber. 2016 sprang er 1,73 m hoch (mit nur drei Schritten Anlauf) und stellte mit einem Straddle-Sprung einen neuen amerikanischen Rekord der Altersklasse Ü60 auf.
Banks war in der Leichtathletikszene äußerst beliebt. Er galt als Spaßvogel, der durch sein äußerst kommunikatives Verhalten gegenüber dem Publikum die Sportart Dreisprung populär bei Leichtathletik-Meetings in aller Welt machte. Nach Beendigung seiner sportlichen Laufbahn studierte Banks, Vater zweier Töchter, Rechtswissenschaften und wurde Rechtsanwalt.